# شهرستان التعزیه
ناحیهٔ التعزیه (به عربی: مدیریة التعزیة) یک ناحیه در یمن است که در استان تعز واقع شده‌است.

## خصوصیات
ناحیهٔ التعزیه ۱۰۹٬۸۱۴ نفر جمعیت دارد.